# Balvan-revolucija
Balvan revolucija naziv je za početnu fazu, a ponekad i za cijelu oružanu pobunu dijela Srba u Hrvatskoj, potaknutu iz Srbije i od velikosrpskih krugova u JNA. Naziv je dobila po tome što su je karakterizirale cestovne barikade, napravljene od balvana i velikog stijenja, koje su se pojavile 17. kolovoza 1990. godine u okolici Knina.
Balvan-revolucijom nanesena je velika ekonomska šteta gospodarstvu Hrvatske zatvaranjem prometnica i prekidom špice turističke sezone. Zemljopisno područje koje je bilo zahvaćeno pobunom smješteno je u središtu Hrvatske i sadržavala je u sebi kritične odnosno strateške prometnice i infrastrukturu koja je spajala jug Hrvatske sa sjeverom. Zatvaranjem tih prometnica koje su spajale jug sa sjeverom, dovelo je do mnogih ekonomskih problema[nedostaje izvor] jer zbog nesigurnih cesta sva vozila koja su prometovala između Zagreba i Splita trebala su zaobilaznim odnosno duljim putem i s time se poskupio prijevoz robe i putnika. Prekidom prometnica i telekomunikacijskih čvorišta narušio se teritorijalni integritet tadašnje SR Hrvatske i time je nastalo dvovlašće na njenom teritoriju. Ovim činom isto se pokazivalo da vlast koja je došla na čelo Hrvatske nije bila u stanju svojim redarstvenim snagama i pravnim aparatom održati državni poredak tom području, iako je zakonski taj teritorijalni integritet i vlast unutar svojih granica bio navodno zajamčen Ustavom SFRJ iz 1974. godine. U narednom razdoblju Hrvatska je stoga poduzela aktivnosti u organiziranju novih struktura i snaga potrebnih za obranu svojeg suvereniteta i teritorijalne cjelovitosti.
Balvan-revoluciju karakterizirale su terorističke djelatnosti pojedinaca i skupina: 
- ometanjem prometa osoba i stvari,
- miniranjem pruga,
- oružanim pljačkama,
- razbojstvima, ubojstvima te,
- inim zločinačkim djelovanjem.

Sve rečeno potvrdio je Hrvatski sabor 17. travnja 1991. u Deklaraciji o osudi Narodne skupštine Republike Srbije zbog miješanja u unutarnje stvari Republike Hrvatske. Napadi su vršeni rušenjem stabala, paležom lokalnih hrvatskih šuma, a vršile su ih neuniformirane osobe i tobože nenaoružani civili, odnosno klasične paravojne jedinice. Terorističke akcije primale su novčanu pomoć od Republike Srbije, jer Srbija je uvela amandman u Zakonu o mirovinskom i invalidskom osiguranju donesenom 9. svibnja 1992., po kojem se u članku 144, stavcima 2 do 4 propisuje: 
"Osiguraniku, odnosno osobi koje je kao pripadnik oružanih snaga Jugoslavije sudjelovalo u oružanim akcijama posle 17. kolovoza 1990. godine, vrijeme provedeno u tim akcijama, kao i vrijeme provedeno u zarobljeništvu, računa se u posebni staž, u dvostrukom trajanju... u posebni staž u dvostrukom trajanju računa se i vrijeme provedeno na liječenju u medicinskoj rehabilitaciji zbog bolesti ili ozljeda zadobivenih u oružanim akcijama i zarobljeništvu...Sredstva za prava osigurava Republika Srbija. 18. svibnja 1992. pobunjenička srpska paradržava 18. svibnja 1992., nakon stvaranja SRJ, donosi amandman na svoj Ustav, gdje u formulaciji stoji da je pripadnik njihove vojske svaki građanin koji s oružjem ili na drugi način sudjeluje u otporu protiv neprijatelja".

## Povijest
U skladu s velikosrpskim projektima iz 19. i 20. stoljeća, zapadna granica takve države - "velike Srbije", planirana je duboko na hrvatskom teritoriju, do smjera Virovitica - Pakrac - Karlovac - Ogulin i dio Gorskoga kotara - Karlobag (to je, otprilike, bila granica osmanlijskih osvajanja u Hrvatskoj od 15. do 17. stoljeća). Ovo područje dugo godina bilo je slabo naseljeno jer je bilo granično područje u kojima su se uvijek događale vojne operacije i okršaji. Ovo područje imalo je posebno značenje za Habsburšku Monarhiju jer je sadržavala obrambeni pojas tj. Vojna krajinu protiv Osmanlija. Vojna krajina bilo je mjesto gdje su se naseljavale izbjeglice iz Bosne, Hercegovine, Srbije i ostalih zemalja koji su bili pokoreni od Osmanlija. Da bi se uredilo to područje Habsburška Monarhija je donijela razne statute u kojima se stvaraju legalni okviri oko obaveza novih doseljenika i stanovništva koji se nalazi u Vojnim krajinama. Jedan od tih statuta su Vlaški statuti iz 1630. godine u kojima se pravno uređuje odnos Vlaha prema vojnoj i centralnoj oblasti. Na jednoj strani centralna vlast bi dala novim stanovnicima pravo na korištenje zemlje, i priliku da budu slobodni seljaci koji nisu u kmetskom odnosu, za uzvrat bi to stanovništvo imalo obavezu služiti u vojnim snagama Habsburške Monarhije. Ovim se statutom stvorio uvjet stvaranja nove vojne klase koja je imala neka prava - ali i dodatne vojničke obveze - za razliku od običnih seljaka, i te su osobitosti kasnije bile zadržane bez obzira na opadanje opasnosti od Osmanskog Carstva. Zbog slabe naseljenost i zbog niskih investicija u gospodarstvo za vrijeme Austro-Ugarske, Kraljevine Jugoslavije, i SFRJ, ovo područje bilo je nisko razvijeno dok su osnovni proizvodi poljoprivreda i šumarstvo. Posebno u nekim područjima, u stanovništvu su s visokim udjelom bili zastupljeni Srbi.
Dolaskom Slobodana Miloševića na čelo predsjednika Saveza komunista Srbije u jesen 1987. godine, došao je akter koji je mogao ispuniti želje pojedinih tadašnjih želja srbijanskog vodstva. Preko Antibirokratske revolucije (1988. – 1989.), Jogurt revolucije srbijansko vodstvo uspjelo je proizvesti prevlast u SFRJ ukidanjem autonomije Vojvodini i Kosovu, te instaliranjem marionetske vlade u Crnoj Gori 1989. godine. Nakon neuspješnih pokušaja obaranja komunističkih vlada SR Slovenije i SR Hrvatske “antibirokratskom revolucijom” tijekom 1989. godine, održan je  
14. izvanrednog kongresa KPJ siječnju 1990. tijekom kojeg dolazi do raspada Saveza komunista Jugoslavije. Milošević je bezuspješno pokušao nametnuti svoju volju za vrijeme kongresa tijekom kojeg rukovodstva SK Slovenije i SK Hrvatske napuštaju sjednicu, i s time SKJ više nije cjelovita organizacija i sada je javno podijeljena na nekoliko blokova. Jedan blok na čelu sa SR Srbijom skupa s marionetskim rukovodstvima Vojvodine, Kosova, i Crne Gore, druga grupa u kojoj se nalazi Hrvatska i Slovenija, i treću skupinu u kojoj su spadali Makedonija i Bosna i Hercegovina u koje se nisu miješale u konflikt prve dvije skupine. Nedugo poslije raskola SKJ, u Hrvatska i Slovenija su započeli proceduru uvođenja višestranačja. Nakon provedenih demokratskih izbora u SR Sloveniji i SR Hrvatskoj prema ustavu iz 1974. dovelo je do još većih podjela unutar tadašnje SFRJ. Na jednoj strani bile su dvije republike s višestranačkim nacionalnim strankama a na drugoj strani su bile republike koje su bile jednostranačke, posebno blok na čelu sa SR Srbijom koja je htjela uvesti svoju hegemoniju u upravi i strateškom smjeru Federacije. Ovim je nastao je početak kraja SFRJ kao jedinstvene federativne jedinice. Prvi slobodni demokratski izbori doveli su do poraza repakiranih komunističkih partija SR Slovenije i SR Hrvatske, i do stavljanja na vlasti pronacionalnih centar-desnih stranaka. Ovaj ishod izbora nije odgovarao srbijanskom vodstvu koje je zagovaralo centralizaciju postojeće države i osiguravanjem prevlasti najbrojnijega (srpskoga) naroda u njoj, primjenom načela "jedan čovjek, jedan glas". 
Raspadom SKJ srbijansko vodstvo nije moglo ostvariti svoju namjeru stvaranja jake središnje jugoslavenske vlasti u Beogradu pod srbijanskom dominacijom. Stoga je pristupilo oružanoj agresiji radi pripajanja Srbiji velikoga dijela teritorija Hrvatske i Bosne i Hercegovine.  Da bi ostvarili svoj cilj unitarne države tadašnje srbijansko vodstvo trebalo je pomoć vrha Jugoslavenske narodne armije (JNA), i vojna sredstvima koja je ona posjedovala.

### Nezadovoljstvo i neprihvaćanje izbora u Hrvatskoj
Raspadom SKJ dolazi do stvaranja dviju dominantnih struja unutar SFRJ. Na jednoj strani su SR Slovenija i SR Hrvatska u kojoj SK Slovenije i SK Hrvatske odlučuju ići prema demokratizaciji društva i prema slobodnim izborima, dok na drugoj strani stoji blok oko SR Srbije koja zagovara put prema centralizaciji države i održavanju komunističke vladavine. Ove dvije struje nisu bile kompatibilne, bez obzira na mogućnost kompromisa između dviju struja oko stvaranja labave federacije ili konfederacije, rukovodstvo oko SR Srbije nije bilo spremno na stvarne kompromise. Rukovodstvo SR Srbije oslanjalo se na moć JNA, a isto su se oslanjale na podršku Velike Britanije, Francuske, SAD-a i drugih zemalja svijeta koje nisu htjeli raspad SFRJ na manje države. Američki predsjednik George Bush stariji 1990. godine javno je poručio da ne želi rascjepkanu Jugoslaviju. U mnogo čemu, svaka pomisao o Hrvatskoj s demokratski izabranim vlastima, dočekana je sa skepsom. Protivnici takve demokratske Hrvatske uvijek su se vraćali na doba kada je nastala Nezavisna država Hrvatska. Ovo poistovjećivanje nove vlasti s onom iz NDH, bila je osnovni klin koji su koristili oni koji su htjeli da pobuna nastane i da se raširi u Hrvatskoj. Isto tako stvaranjem demokratske Hrvatske, otvarala su se vrata u kojim će se u javnosti raspravljati i o nekim drugim pitanjima čije spominjanje nije bilo prihvatljivo mnogim osobama na vrhu tadašnje SFRJ, kao o pobijenima nakon kraja 2. svjetskog rata, žrtvama političkih progona itd.  
Nakon slobodnih višestranačkih izbora 1990. godine u Hrvatskoj, dio Srba bio je nezadovoljan ishodom demokratskih izbora jer većinsku vlast dobila je HDZ na čelu s dr Franjom Tuđmanom. Ovo nezadovoljstvo i neprihvaćanje iskoristili su srbijanski političari i službe iz Beograda koji su umjesto zagovaranja demokratskoga dijaloga između novih vlasti i naroda unutar SR Hrvatske usmjerili svoje djelovanje na stvaranje razdora između Hrvatske vlade i Srba koji su živjeli na području Hrvatske. To stvaranje nepovjerenja i razdora, kasnije je dovelo do napetosti koje su izmake kontroli i u kratko vrijeme prerasle u nasilno djelovanje i poslije u otvoreni oružani sukob. 
 Retorika iz srpskih medija i lokalnih političara stvorili su atmosferu panike, krize, straha, tjeskobe, i nepovjerenja. Retorika je bila jednostavna: stvoriti od Srba unutrašnju, a od svih drugih vanjsku grupu, nerijetko korištenjem namjernih logičkih pogrešaka, osobito rabeći ad hominem način govora i argumente slamnatog govora gdje je svako spominjanje riječi Hrvat ili Hrvatski bio poistovjećeno s NDH i s ustaštvom. Svako istjecanje hrvatskih simbola isto tako je bilo poistovjećen s NDH. Tako se kroz kratko vrijeme stvorilo osjećaj konstantnog napada, konstantne opasnosti i tako se razvio bunkerski mentalitet kod lokalnog stanovništva. Ovom osjećaju su samo potpirivali događaji koji su se zbili ovim redoslijedom:
- 21. svibnja 1990., na sjednici Srpske demokratske stranke u Kninu donesena je odluka o istupanju općine Knin iz Zajednice općina Dalmacija i stvaranju nove Zajednice općina sjeverne Dalmacije i Like koje obuhvaćaju sljedeće općine: Benkovac, Donji Lapac, Gračac, Knin, Obrovac, Titova Korenica,
- 27. lipnja 1990., Milan Babić postaje predsjednikom “Zajednice općina sjeverne Dalmacije i Like”,
- 3. srpnja 1990., 50 pripadnika SUP-a iz Knina šalju otvoreno pismo Saveznom SUP-u gdje odbijaju poslušnost Vladi Hrvatske tako što odbijaju nositi nove policijske odore, i odbijaju preimenovanje službe s milicija u redarstvo,
- 5. srpnja 1990., ministar MUP-a Josip Boljkovac sreće se s neposlušnim policajcima iz Knina. Za vrijeme susreta ispred zgrade se okupilo mnoštvo građana, a Boljkovac je napravio mnoge ustupke,
- 25. srpnja 1990., u Kninu je održan Srpski sabor. Odlukom ovog sabora donesena Deklaracija o suverenosti i autonomiji srpskog naroda u prisutnosti 120.000 ljudi. Srpski sabor je izglasao održavanje referenduma o autonomiji srpskog naroda koji se trebao održati između 19. kolovoza do 2. rujna 1990. godine,
- 4. kolovoza 1990., Hrvatska vlada proglašava taj referendum nelegalnim,
- 13. kolovoza 1990., Borisav Jović prima u audijenciji u Beogradu srpske izaslanike iz Krajine na čelu s Milanom Babićem. Izaslanstvo traži intervenciju Saveznih vlasti od navodne opasnosti od nove Hrvatske vlasti,
- 13. kolovoza 1990., pojavljuju se prve mjesne straže u većinskim srpskim općinama,
- 16. kolovoza 1990., sastanak sekretara unutrašnjih poslova općina: Gospić, Zadar, Split i Šibenik s Ministrom unutrašnjih poslova u Zagrebu. Donesena odluka da se preuzme arsenale pričuvnog oružja iz pobunjenih općina,
- 17. kolovoza 1990., policijski specijalci iz zadarskog MUP-a uspjeli su odnijeti količinu automatskog oružja iz benkovačke policijske stanice, dok ova nakana propada u Obrovcu i Kninu intervencijom lokalnog srpskog građanstva. Oružje iz arsenala u Obrovcu i Kninu podijeljeno je lokalnim Srbima, te nastaju prve barikade po lokalnim cestama. U 18 sati Radio Knin prenio je vijest da je proglašeno ratno stanje odlukom Milana Babića. Ovu vijest 3 sata poslije (21 sati), Milan Babić je opovrgavao na Radio Kninu.

Bez ikakve ovlasti i bez prijetnje izvana, radikalni elementi iz redova lokalnih Srba okrenuli su se terorizmu, izvršivši zaprečivanje prometnica i oružanu pobunu u okolici Knina u središnjem dijelu Hrvatske (tzv. balvan revoluciju) sredinom kolovoza 1990. godine, te su započeli proces stvaranja nove paradržave, i paralelno pokrenuli postupak njezina pripajanja Srbiji, kako bi ostvarili temeljni cilj tadašnje srpske, zapravo velikosrpske, politike da svi Srbi žive u jednoj državi.

### Dvovlašće i stvaranje paradržave
Tadašnja etničko-politička situacija bila je veoma nategnuta izjavama pojedinaca, medija, političkog vrha, pogrešnim interpretacijama, ispadima itd. Zbog svega ovoga situacija se pogoršavala iz dana u dan i iz sata u sat. Neke stanice MUP-a u općinama nastanjenima pretežno Srbima počele su odbijati poslušnost novoj centralnoj vlasti u Zagrebu. Pokušaji da se uvede stega u sustavu MUP-a nisu bili uspješni, te je napetost bila sve veća. Kao okidač balvan revolucije poslužio je pokušaj pripadnika MUP-a Hrvatske da pokupe oružje iz policijskih postaja u Benkovcu i Obrovcu. Ovaj pokušaj centralne vlasti iz Zagreba interpretiran je kao napad na lokalni srpski narod, i tamošnje je srpsko stanovništvo reagiralo je demonstracijama i balvanima na prometnicama uz koje su bile naoružane straže. Prve barikade su napravljene u okolici grada Knina, a kasnije u još nekih mjesta u sjevernoj Dalmaciji. U poslijepodne 17. kolovoza 1990. godine predsjednik Skupštine općine Knin Milan Martić je proglasio ratno stanje, a Štab za obranu grada proglasio je pripravnost građanima na oružani sukob.
Uz barikade bile su postavljene oružane straže, koje su onemogućavale ikakav pokušaj prolaska njima nepodobnim osobama - Hrvatima, odnosno svim vozilima hrvatskih registracijskih pločica. MUP Hrvatske pripremio je tri helikoptera sa specijalnim snagama koje su istog dana poletjele iz Lučkog prema Kninu, radi deblokade cesta i uspostavljanja redarstvene vlasti. Tijekom leta helikoptere su iznad Ogulina presrela dva zrakoplova MIG-21 Ratnog zrakoplovstva JNA, i pod prijetnjom obaranjem MUP-ovi su se helikopteri morali vratiti na svoju polazišnu točku. Nastojanje hrvatske policije da na pobunjenom području uspostavi javni red i mir onemogućila je federalna - Jugoslavenska narodna armija (JNA), uz prijetnju oružanoga djelovanja. Svojim uplitanjem u ovu krizu JNA je pokazala pristranost, isto tako JNA je prekoračila svoje ovlasti jer za takvu intervenciju bila je potrebno dopuštenje od Saveznog predsjedništva Jugoslavije, kojeg nisu imali. Svojom pristranošću JNA je dala do znanje pobunjenicima da imaju saveznika na svojoj stani u kojem se mogu pouzdati u svojoj borbi s Hrvatskom državom.
Usporedno s podizanjem barikada, Srpsko nacionalno vijeće najavilo je da će raspisati referendum o autonomiji Krajine. "Zakonom o državnim praznicima Republike Srpske Krajine" 17. kolovoza, dan kada je počela oružana pobuna Srba u Hrvatskoj, proglašen je "državnim praznikom RSK - Danom ustanka srpskog naroda".
- 27. kolovoza 1990. napad na međunarodni vlak kod Knina;[2]
- 28. kolovoza 1990. pobuna u policijskoj postaji u Petrinji i napadi na policijske postaje u Glini, Obrovcu i drugdje;[2]
- kolovoz - početak rujna 1990. Novi val terora uslijedio je u vidu sustavnoga masovnog paljenja hrvatske obale i otoka. Zaredale su stotine istovremenih požara neviđenog intenziteta. Požari su bili toliko intenzivni da su protupožarni zrakoplovi, t.zv. kanaderi, prešli svoje granice izdržljivosti zbog čega su prisilno slijetali na na more i morali su biti izvlačeni civilnim brodovima i čamcima.[2]
- 1. listopada 1990. ponovno blokiran promet u Dalmaciji, kod Knina;[2]
- 11. listopada 1990. minirana pruga iz Dalmacije prema središnjoj Hrvatskoj;[2]
- 17. listopada 1990. u Kninu pljačka vagona s oružjem iz „nečuvanih“ vagona;[2]
- 28. listopada 1990. željeznička lokomotiva nalijeće na minu između Kistanja i Benkovca[2]
- 17. studenoga 1990. na barikadama u Lici, zakrabuljene i naoružane bande ranili su dvojicu hrvatskih civila[2]
- 23. studenoga 1990. pobunjenički teroristi napali policijsku ophodnju u ranim jutarnjim satima na cesti Benkovac - Obrovac. U ovom napadu poginuo je policajac Goran Alavanja a ranjen je bio policijski inspektor Stevan Bukarica. Treći policajac Jovo Graovac bio je neozlijeđen. Napadači su oduzeli oružje i službeno vozilo.[9]

Do ožujka 1991. godine Balvan revolucija je dovela do sve većeg broja barikada s naoružanim stražama lokalnih Srba, velikog straha i međusobnog nepovjerenja među stanovništvom u krajevima gdje su podizane barikade, te je naposljetku eskalirala u ozbiljnije oružane sukobe - sukobom u Pakracu 1. do 3. ožujka 1991. i Krvavim Uskrsom na Plitvicama 31. ožujka 1991., u kojem se bilježi prvi poginuli hrvatski branitelj Josip Jović.
Pobuna je kasnije eskalirala do brojnih paljenja katoličkih crkava, zatim kuća, rušenju grobova i ubijanju civila. Kad je MUP RH poslao osoblje za zaustaviti nasilje, JNA se otvoreno stavlja na stranu terorista i djeluje izvan svog mandata (vojska se u pravilu bavi vanjskim neprijateljem; te se ne upušta u unutrašnje poslove bez naloga civilnih vlasti) ometajući rad policije. Dana 17. rujna 1990. godine presreli su vojni zrakoplovi JNA helikoptere Zrakoplovne jedinica specijalne policije MUP-a RH  koji su pošli deblokirati prometnice kod Knina. U brojnim drugim slučajevima JNA je razdvajala "zaraćene strane" (tu su Srbi pretežno bili naoružani oružjem koje im je ilegalno podijelila sama JNA), iako to uopće nije bio njen mandat jer za to nisu dobili odobrenje od federalnih vlasti, u kojima je Hrvatska u to vrijeme još uvijek sudjelovala. JNA je svojom intervencijom održala srpsku pobunu, da je ne razbiju snage hrvatske policije. Kad su se hrvatske vojno-redarstvene snage konsolidirale,  JNA je angažirala sve jače svoje snage, da bi naposljetku 19. rujna 1991. godine krenula u masivnu agresiju., koja je u Hrvatskoj izazvala teška razaranja, brojne žrtve i oko pola milijuna prognanika, ali se od nje Hrvatska ipak obranila.

## Posljedice Balvan revolucije
Prometne komunikacije južne Hrvatske sa sjevernom Hrvatskom tim su činom prekinute, budući hrvatskim vozilima nije bio dopušten prolaz, niti brojnim inozemnim turistima, koji su bili sekundarna meta ove pobune. Računalo se kako će poremećaj glavnih prometnih veza prouzročiti rastrojstvo političkog i demokratskog života Republike Hrvatske. Zbog bitnog prometnog položaja koje je imalo područje pobune, hrvatsko gospodarstvo je zbilja imalo štete. Promet je bio otežan i moralo se ići u skuplje i dulje obilaske, a turisti, zastrašeni ovakvim stanjem, prekidali su ljetovanje i ubrzano napuštali Hrvatsku. Neposredni je cilj bila priprema za trajnu okupaciju dijela hrvatskog teritorija, stavljanjem istog pod pobunjenički nadzor odnosno izdvajanjem istog prostora iz ustavnopravnog poretka Republike Hrvatske.
Prigodom svoje nagodbe s tužiteljstvom pred sudom u Haagu, 2006. godine, Milan Babić svjedočio je protiv Martića gdje je izjavio kako je Martić "prevario da se krene u balvan revoluciju". U svojem svjedočenju Babić je izjavio da je rat u Hrvatskoj bila Martićeva odgovornost, upravljana iz Beograda.
»"Izlazim pred ovaj Tribunal s dubokim osjećajem srama i kajanja, jer sam sebi dopustio da sudjelujem u progonu nevinih ljudi. Molim svoju braću Hrvate da oproste braći Srbima. Preklinjem Srbe da ostave prošlost iza sebe", rekao je Babić kad je priznao krivnju. Babić je rekao i da se "može samo nadati da iznošenje istine, priznanje krivnje i kajanje mogu poslužiti kao primjer onima koji još vjeruju da takvi nečovječni postupci mogu biti opravdani".«
Babić je također izjavio kako je Slobodan Milošević imao tajni plan za stvaranje Velike Srbije i da su čelnici SDB-a Srbije rukovodili akcijama i kontrolirali događaje u "RSK" te je posebno imenovao Jovicu Stanišića, Franka Simatovića Frenkija i Dragana Vasiljkovića (poznatoga i kao Kapetan Dragan) za kojega je rekao kako je bio "radnik ili najamnik SDB-a i zapovjednik jedinice ‘Knindže’, podređene Simatoviću. Stanišić mi je sredinom kolovoza 1991. rekao da oni plaćaju kapetana Dragana."
Svjedočio je i kako je djelatnost SDB-a počela u travnju 1991. godine tako što se "najprije vodila diskriminatorska politika prema Hrvatima u Krajini. Pretresane su samo njihove kuće i samo je od njih traženo oružje. Provocirali su incidente na graničnim područjima prema Hrvatskoj, kako bi su u sukobe uključivala JNA i razdvajala zaraćene strane." Rekao je i kako je od Slobodana Miloševića dobivao naloge za imenovanja starješina Glavnog štaba Teritorijalne obrane te da je Srbija financirala "RSK" a po Babiću na čelu zapovjednog lanca akcija u "RSK" bio je Milošević, iza njega bio je Stanišić, a treći Martić.

### Utjecajne osobe u Balvan revoluciji
- Slobodan Milošević
- Milan Babić
- Milan Martić
- Jovan Rašković
- Jovica Stanišić
- Franko Simatović
- Dragan Vasiljković

## Vanjske poveznice
- Video zapis TVB-a o balvan revoluciji 1990.
- Izvješće TVBa o početku balvan revolucije 17. kolovoza 1990.